# La Vérité sur Charlie
Pour plus de détails, voir Fiche technique et Distribution.
La Vérité sur Charlie ou La Vérité à propos de Charlie au Québec (The Truth About Charlie) est un film américano-allemand réalisé par Jonathan Demme et sorti en 2002. C'est le remake de Charade de Stanley Donen (1963). Tourné en France, il met en scène Mark Wahlberg dans le rôle principal.

## Synopsis
Après trois mois de mariage, Regina Lambert quitte Charlie, séducteur désinvolte au passé trouble, épousé sur un coup de tête, et dont elle ne sait pas grand-chose. Mais, à son retour de Martinique, la belle jeune femme découvre que ce dernier a été assassiné et que son appartement a été dévasté. Quant au compte en banque du couple, il est à sec. Regina, qui n'a rien de la veuve éplorée, est très choquée, d'autant que trois anciens complices de Charlie viennent lui réclamer une mallette pleine de diamants.

## Fiche technique
- Titres français : La Vérité sur Charlie
- Titre québécois : La Vérité à propos de Charlie
- Réalisation : Jonathan Demme
- Scénario : Jonathan Demme, d'après une nouvelle de Peter Stone
- Musique : Rachel Portman
- Photographie : Tak Fujimoto
- Montage : Carol Littleton
- Création des décors : Hugo Luczyc-Wyhowski
- Directeurs artistiques : Bertrand Clercq-Roques, Delphine Mabed et Ford Wheeler
- Décorateur de plateau : Aline Bonetto
- Costumes : Catherine Leterrier
- Format : Couleur - 2,35:1 - 35 mm -  Son Dolby Digital
- Pays de production :  États-Unis,  Allemagne
- Genre : thriller, policier
- Durée : 104 minutes
- Dates de sortie : 
  - États-Unis, Canada : 25 octobre 2002
  - France : 15 janvier 2003

## Distribution
- Mark Wahlberg (VF : Bruno Choël ; VQ : Alain Zouvi) : Lewis Bartholomew (alias Joshua Peters)
- Stephen Dillane : Charlie
- Françoise Bertin : la femme dans le train
- Thandie Newton (VF : Magali Berdy) : Regina Lambert
- Sakina Jaffrey (VQ : Christine Bellier) : Sylvia
- Christine Boisson (VF : elle-même ; VQ : elle-même) : le commandant Dominique
- Manu Layotte : le lanceur de couteaux
- Simon Abkarian : le lieutenant Dessalines
- Christophe Salengro : le préposé à la morgue
- Lisa Gay Hamilton (VQ : Linda Roy) : Lola Jansco
- Ted Levine (VQ : Mario Desmarais) : Emil Zadapec
- Magali Noël : la mystérieuse femme en noir
- Michel Crémadès : l'employé de bureau aimable
- Olga Sékulic : une officier militaire
- Tim Robbins (VF : Emmanuel Jacomy ; VQ : Benoit Rousseau) : Carson J. Dyle
- Agnès Varda : la veuve Hyppolite
- Charles Aznavour : lui-même
- Olivier Broche : l'employé fan d'Aznavour
- Wilfred Benaïche : le gérant de la boutique de jouets
- Frédérique Meininger Mme du Lac
- Tony Amoni : un agent sous couverture ODC
- Chantal Banlier : l'une des policières sous couverture
- Feniksi, Leeroy Kesiah, Sir Samuel, Sly the Mic Buddah, Specta, Vicelow : Saïan Supa Crew
- Philippe Duquesne : le cuisinier du café
- Manno Charlemagne : le Maître d'hôtel de Chez Josephine
- Anna Karina : Karina
- Philippe Katerine : le fan de Karina
- Pierre Carré : le chanteur du bistro
- Kenneth Utt : Monsieur Hyppolite
- Sotigui Kouyaté : le dealer prophète
- Georges Trillat : l'homme énervé dans le métro
- Natacha Atlas : l'esprit (voix)

Légende : Version Française = VF[réf. nécessaire] et Version Québécoise = VQ

## Production
Le tournage a lieu de mars à juillet 2001. Il se déroule à Paris (place du Châtelet, cimetière de Montmartre, place de la Concorde, pont des Arts, Palais-Royal, Tour Eiffel, hôtel Langlois de la Rue Saint-Lazare) ainsi qu'à Saint-Ouen-sur-Seine (marché aux puces) et en Martinique.